# شارلوت (کیک)
شارلوت نوعی پودینگ نان است که می‌توان آن را گرم یا سرد سرو کرد. از آن به عنوان کیک سرد یخچالی نیز یاد می‌شود. از نان، کیک اسفنجی، خرده نان یا بیسکویت یا کوکی‌ها برای پوشاندن قالب استفاده می‌شود که سپس با پوره میوه یا کاستارد پر می‌شود.
به‌طور کلاسیک، نان بیات شده آغشته به کره به عنوان آستر استفاده می‌شد، اما امروزه از کیک اسفنجی یا لیدی فینگر استفاده می‌شود.

## تاریخچه
اولین نشانه از «شارلوت» در مجله نیویورک در سال ۱۷۹۶ است. منشأ آن نامشخص است. ممکن است از انتخاب نام شارلوت بر اساس انتخاب یک نام زنانه باشد.
بسیاری نیز معتقدند که دسر شارلوت به افتخار شارلوت مکلنبورگ-شترلیتس نام گذاری شده است.
شارلوت در اواخر قرن ۱۸ وجود داشته است. اولین دستور پخت انگلیسی شناخته شده از نسخه ۱۸۰۸ لندن در کتاب سیستم جدید آشپزی خانگی ماریا راندل است:
برش‌های بسیار نازک نان سفید را به اندازه ای که کف ظرف را بپوشاند برش دهید و کناره‌های یک ظرف را بپوشانید، اما ابتدا آن را با کره آغشته کنید. سیب‌ها را به صورت ورقه‌های نازک در ظرف بریزید و به صورت لایه لایه در ظرف بریزید و شکر را بین آن‌ها ریخته و تکه‌هایی کره بزنید. در این فاصله، به اندازه‌ای که کل آن را بپوشاند، برش‌های نازک نان را در شیر گرم بخیسانید و یک بشقاب روی آن بگذارید و یک وزنه برای نگه داشتن نان روی سیب‌ها بخوابانید.

## انواع
انواع زیادی وجود دارد. بیشتر شارلوت‌ها خنک سرو می‌شوند، بنابراین در فصول گرم تر رایج تر هستند. شارلوت‌های میوه ای معمولاً پوره میوه یا کنسرو مانند تمشک یا گلابی را با کاستارد یا خامه فرم گرفته ترکیب می‌کنند. شارلوت‌ها همیشه با میوه درست نمی‌شوند. برخی از آنها، به ویژه شارلوت راسه، از کاستارد یا کرم باواروآ استفاده می‌کنند، و یک شارلوت شکلاتی با لایه‌هایی از موس شکلاتی درست می‌شود.